# Altenstadt (Neu-Ulm járás)
Altenstadt település Németországban, azon belül Bajorországban. Lakosainak száma 5354 fő (2023. december 31.). Altenstadt Illertissen, Unterroth, Oberroth, Kellmünz an der Iller és Osterberg községekkel határos.

## Népesség
A település népessége az elmúlt években az alábbi módon változott:
| Lakosok száma | 921  | 2666 | 3377 | 4208 | 4956 | 4980 | 5075 | 5057 | 5163 | 5354 |
|               | 1875 | 1950 | 1975 | 1987 | 2012 | 2014 | 2016 | 2017 | 2021 | 2023 |